# Saxifraga nuttallii
Saxifraga nuttallii är en stenbräckeväxtart som beskrevs av John Kunkel Small. Saxifraga nuttallii ingår i Bräckesläktet som ingår i familjen stenbräckeväxter. Inga underarter finns listade i Catalogue of Life.